# Cataulacus inermis
Cataulacus inermis (лат.) — вид древесных муравьёв рода Cataulacus из подсемейства Myrmicinae (Formicidae). Афротропика: ДРК.

## Описание
Мелкие муравьи чёрного цвета. Длина тела рабочих около 6 мм. Длина головы равна 1,5 мм (ширина головы — 1,74 мм). Верхняя часть груди без волосков. Голова с заострёнными задними углами.
Усики рабочих состоят из 11 члеников и имеют булаву из трёх вершинных сегментов. Проподеум округлый и без шипиков. Нижнечелюстные и нижнегубные щупики состоят из 5 и 3 члеников соответственно. Скапус короткий, длина его у рабочих равна 0,84 мм. Глаза крупные. Первый тергит брюшка сильно увеличенный. Стебелёк между грудкой и брюшком состоит из двух члеников: петиолюса и постпетиолюса (последний чётко отделён от брюшка), жало развито, куколки голые (без кокона).

## Систематика
Вид был впервые описан в 1924 году швейцарским мирмекологом Феликсом Санчи по материалам из Экваториальной Африки. Относят к видовой группе huberi species group и трибе Cataulacini (или Crematogastrini). Таксон Cataulacus inermis близок к виду Cataulacus lobatus.